# The Zinj Complex
The Zinj Complex is een videospel dat werd ontwikkeld door Michael Svendsen. Het spel werd in 1994 door LWTCDI Software uitgebracht voor de Commodore 64. Het spel is een adventure.